# Чебаркуљ
Чебаркуљ (рус. Чебаркуль) град је у Русији у Чељабинској области.

## Становништво
| 1939. | 1959.  | 1970.  | 1979.  | 1989.  | 2002.  | 2010.  |
| ----- | ------ | ------ | ------ | ------ | ------ | ------ |
| 3.700 | 30.941 | 37.479 | 45.485 | 50.062 | 47.144 | 42.844 |